# Équipe du Brésil féminine de volley-ball
L'équipe du Brésil féminine de volley-ball est composée des meilleures joueuses brésiliennes sélectionnées par la Confédération brésilienne de volley-ball (Confederação Brasileira de Voleibol, CBV). Elle est classée au 3e rang de la FIVB au 16 octobre 2022.

## Palmarès et parcours

### Palmarès
- Jeux olympiques (2)
  - Vainqueur : 2008, 2012
  - Finaliste : 2020
  - Troisième : 1996, 2000

- Championnat du monde
  - Finaliste : 1994, 2006, 2010, 2022
  - Troisième : 2014

- Championnat d'Amérique du Sud (22)*
  - Vainqueur : 1951, 1956, 1958, 1961, 1962, 1969, 1981, 1991, 1995, 1997, 1999, 2001, 2003, 2005, 2007, 2009, 2011, 2013, 2015, 2017, 2019, 2021
  - Finaliste : 1967, 1971, 1973, 1975, 1977, 1979, 1983, 1985, 1987, 1989, 1993

- Grand Prix Mondial (12)*
  - Vainqueur : 1994, 1996, 1998, 2004, 2005, 2006, 2008, 2009, 2013, 2014, 2016, 2017
  - Finaliste : 1995, 1999, 2010, 2011, 2012
  - Troisième  : 205

- Coupe du monde
  - Finaliste : 1995, 2003, 2007
  - Troisième : 1999

- World Grand Champions Cup (2)*
  - Vainqueur : 2005, 2013
  - Finaliste : 2009, 2017
  - Troisième : 1997

- Ligue des nations
  - Finaliste : 2019, 2021, 2022

- Jeux panaméricains (4)
  - Vainqueur : 1959, 1963, 1999, 2011
  - Finaliste : 1991, 2007, 2015
  - Troisième : 1955, 1979

- Coupe panaméricaine (3)
  - Vainqueur : 2006, 2009, 2011
  - Finaliste : 2007, 2008, 2012
  - Troisième : 2005, 2018

(*)3.Records

### Parcours

#### Jeux olympiques
| - Tokyo 1964 : non qualifiée - Mexico 1968 : non qualifiée - Munich 1972 : non qualifiée - Montréal 1976 : non qualifiée - Moscou 1980 : 7e - Los Angeles 1984 : 7e - Séoul 1988 : 6e - Barcelone 1992 : 4e - Atlanta 1996 : 3e - Sydney 2000 : 3e | - Athènes 2004 : 4e - Pékin 2008 : Vainqueur - Londres 2012 : Vainqueur - Rio de Janeiro 2016 : 5e - Tokyo 2020 : Finaliste - Paris 2024 : 3e |

#### Championnats du monde
| - 1952 : non qualifiée - 1956 : 11e - 1960 : 5e - 1962 : 8e - 1967 : non qualifiée - 1970 : 13e - 1974 : 15e - 1978 : 7e - 1982 : 8e - 1986 : 5e | - 1990 : 7e - 1994 : Finaliste - 1998 : 4e - 2002 : 7e - 2006 : Finaliste - 2010 : Finaliste - 2014 : 3e - 2018 : 7e - 2022 : 2e |

#### Championnat d'Amérique du Sud
| - 1951 : Vainqueur - 1956 : Vainqueur - 1958 : Vainqueur - 1961 : Vainqueur - 1962 : Vainqueur - 1964 : non participant - 1967 : Finaliste - 1969 : Vainqueur - 1971 : Finaliste - 1973 : Finaliste | - 1975 : Finaliste - 1977 : Finaliste - 1979 : Finaliste - 1981 : Vainqueur - 1983 : Finaliste - 1985 : Finaliste - 1987 : Finaliste - 1989 : Finaliste - 1991 : Vainqueur - 1993 : Finaliste | - 1995 : Vainqueur - 1997 : Vainqueur - 1999 : Vainqueur - 2001 : Vainqueur - 2003 : Vainqueur - 2005 : Vainqueur - 2007 : Vainqueur - 2009 : Vainqueur - 2011 : Vainqueur - 2013 : Vainqueur | - 2015 : Vainqueur - 2017 : Vainqueur - 2019 : Vainqueur - 2021 : Vainqueur |

#### Ligue des nations
| - 2018 : 4e - 2019 : Finaliste - 2021 : Finaliste - 2022 : Finaliste |

#### Grand Prix
| - 1993 : 4e - 1994 : Vainqueur - 1995 : Finaliste - 1996 : Vainqueur - 1997 : non qualifiée - 1998 : Vainqueur - 1999 : Finaliste - 2000 : 4e | - 2001 : 5e - 2002 : 4e - 2003 : 7e - 2004 : Vainqueur - 2005 : Vainqueur - 2006 : Vainqueur - 2007 : 5e - 2008 : Vainqueur | - 2009 : Vainqueur - 2010 : Finaliste - 2011 : Finaliste - 2012 : Finaliste - 2013 : Vainqueur - 2014 : Vainqueur - 2015 : 3e - 2016 : Vainqueur - 2017 : Vainqueur |

#### Coupe du monde
| - 1973 : 9e - 1977 : non participante - 1981 : 8e - 1985 : 6e - 1989 : non participante - 1991 : 8e - 1995 : Finaliste - 1999 : 3e - 2003 : Finaliste - 2007 : Finaliste | - 2011 : 5e - 2015 : non participante - 2019 : 5e |  |

#### World Grand Champions Cup
| - 1993 : non participante - 1997 : 3e - 2001 : 4e - 2005 : Vainqueur - 2009 : Finaliste - 2013 : Vainqueur - 2017 : Finaliste |

#### Jeux Panaméricains

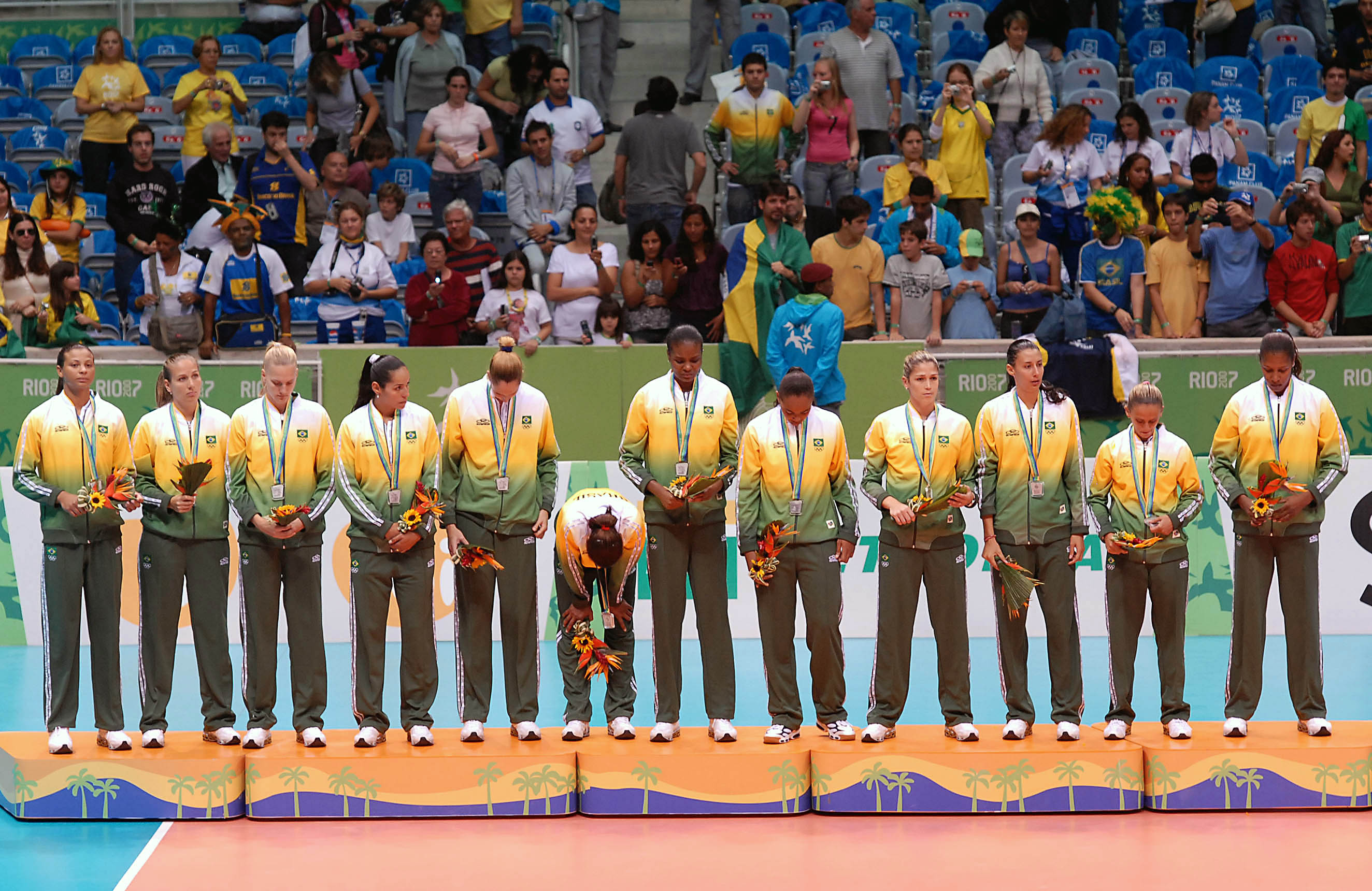
L'équipe sur le podium des Jeux Panaméricains de 2007 à Rio.

| - 1955 : 3e - 1959 : Vainqueur - 1963 : Vainqueur - 1967 : 4e - 1971 : 4e - 1975 : 5e - 1979 : 3e - 1983 : 4e - 1987 : 4e - 1991 : Finaliste | - 1995 : 6e - 1999 : Vainqueur - 2003 : 4e - 2007 : Finaliste - 2011 : Vainqueur - 2015 : Finaliste - 2019 : 4e |

#### Coupe panaméricaine
| - 2002 : Non qualifié - 2003 : 4e - 2004 : 4e - 2005 : 3e - 2006 : Vainqueur - 2007 : Finaliste - 2008 : Finaliste - 2009 : Vainqueur - 2010 : 8e - 2011 : Vainqueur | - 2012 : Finaliste - 2013 : 4e - 2014 : 12e - 2015 : 7e - 2016 : Non qualifié - 2017 : Non qualifié - 2018 : 3e - 2019 : Non qualifié - 2021 : Non qualifié |

## Joueurs et personnalités de la sélection

### Sélectionneurs
- 1994-2000 :  Bernardinho
- 2001-2003 :  Marco Aurélio Motta
- 2003- :  Zé Roberto

### Sélection actuelle
Effectif retenu pour la Ligue des nations 2024.
| No                         | Nom                        | Date de naissance          | Taille | Poids | Poste                        | Club                         |
| -------------------------- | -------------------------- | -------------------------- | ------ | ----- | ---------------------------- | ---------------------------- |
| 1                          | Nyeme Costa                | 11 octobre 1998            | 175    | 79    | Libero                       | Minas TC                     |
| 2                          | Diana Duarte               | 22 février 1999            | 194    | 69    | Centrale                     | THY Istanbul                 |
| 3                          | Macris Carneiro            | 3 mars 1989                | 178    | 65    | Passeuse                     | THY Istanbul                 |
| 5                          | Priscila Daroit            | 10 août 1988               | 184    | 75    | Réceptionneuse-attaquante    | Minas TC                     |
| 6                          | Thaísa Menezes             | 15 mai 1987                | 196    | 79    | Centrale                     | Minas TC                     |
| 7                          | Rosamaria Montibeller      | 9 avril 1994               | 186    | 76    | Réceptionneuse-attaquante    | Denso Airybees               |
| 9                          | Roberta Ratzke             | 28 avril 1990              | 186    | 71    | Passeuse                     | ŁKS Łódź                     |
| 10                         | Gabriela Guimarães         | 19 mai 1994                | 180    | 65    | Réceptionneuse-attaquante    | Vakıfbank Istanbul           |
| 12                         | Ana Cristina de Souza      | 7 avril 2004               | 193    | 79    | Réceptionneuse-attaquante    | Fenerbahçe SK                |
| 14                         | Natália Araújo             | 10 avril 1999              | 162    | 59    | Libero                       | Praia Clube                  |
| 15                         | Ana Carolina da Silva      | 8 avril 1991               | 183    | 73    | Centrale                     | Pallavolo Scandicci          |
| 17                         | Júlia Bergmann             | 21 février 2001            | 192    | 78    | Réceptionneuse-attaquante    | THY Istanbul                 |
| 19                         | Tainara Santos             | 9 mars 2000                | 187    | 81    | Attaquante                   | Praia Clube                  |
| 26                         | Luzia Nezzo                | 17 mars 2004               | 199    | 76    | Centrale                     | GR Barueri                   |
|                            |                            |                            |        |       |                              |                              |
| Encadrement technique      | Encadrement technique      |                            |        |       | Légende                      | Légende                      |
| Entraîneur : Zé Roberto    | Entraîneur : Zé Roberto    | Entraîneur : Zé Roberto    |        |       | : Capitaine                  | : Capitaine                  |
| Entraîneur(s) adjoint(s) : | Entraîneur(s) adjoint(s) : | Entraîneur(s) adjoint(s) : |        |       | : Joueur blessé actuellement | : Joueur blessé actuellement |

## Galerie

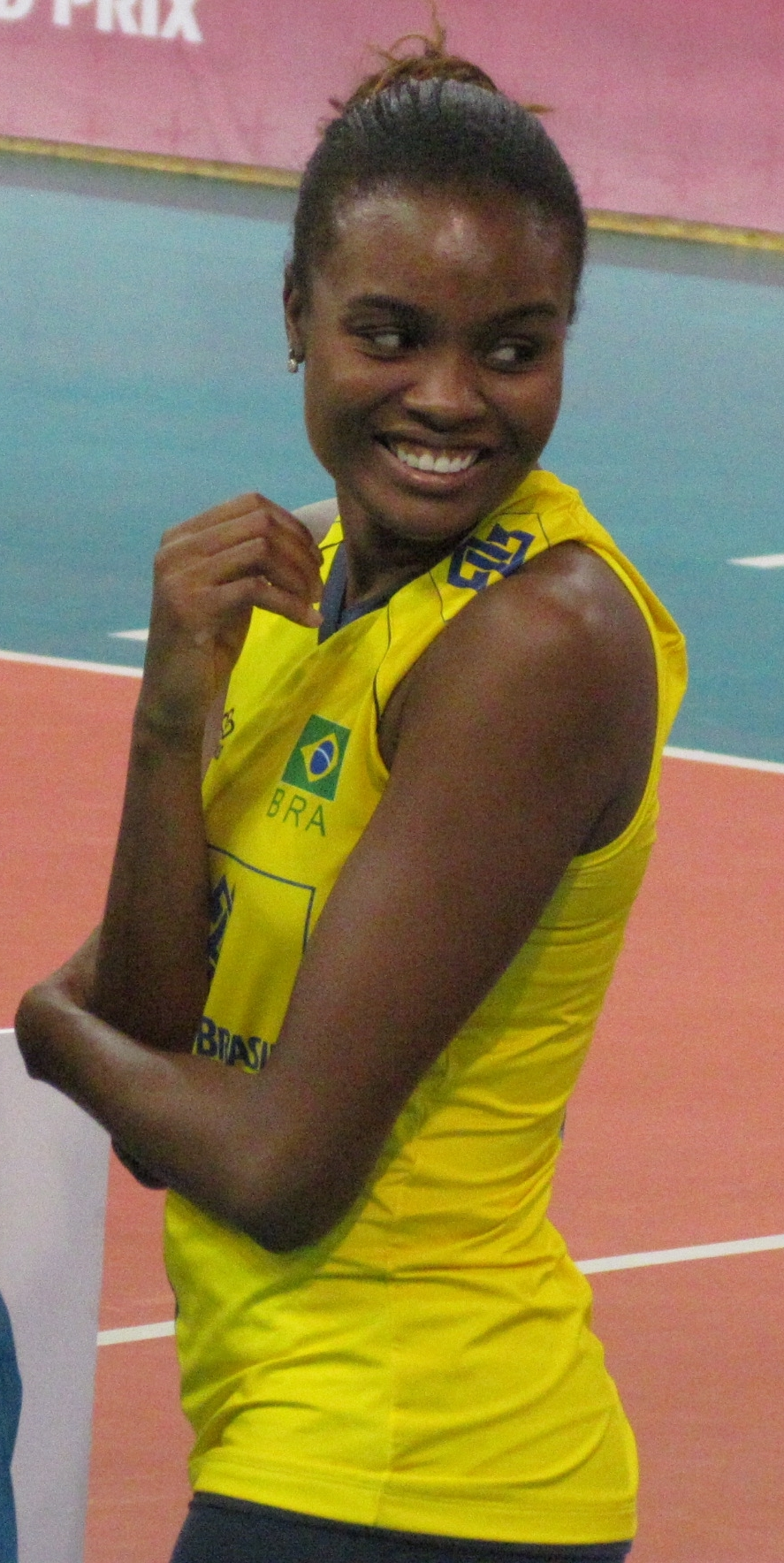
Fabiana Claudino
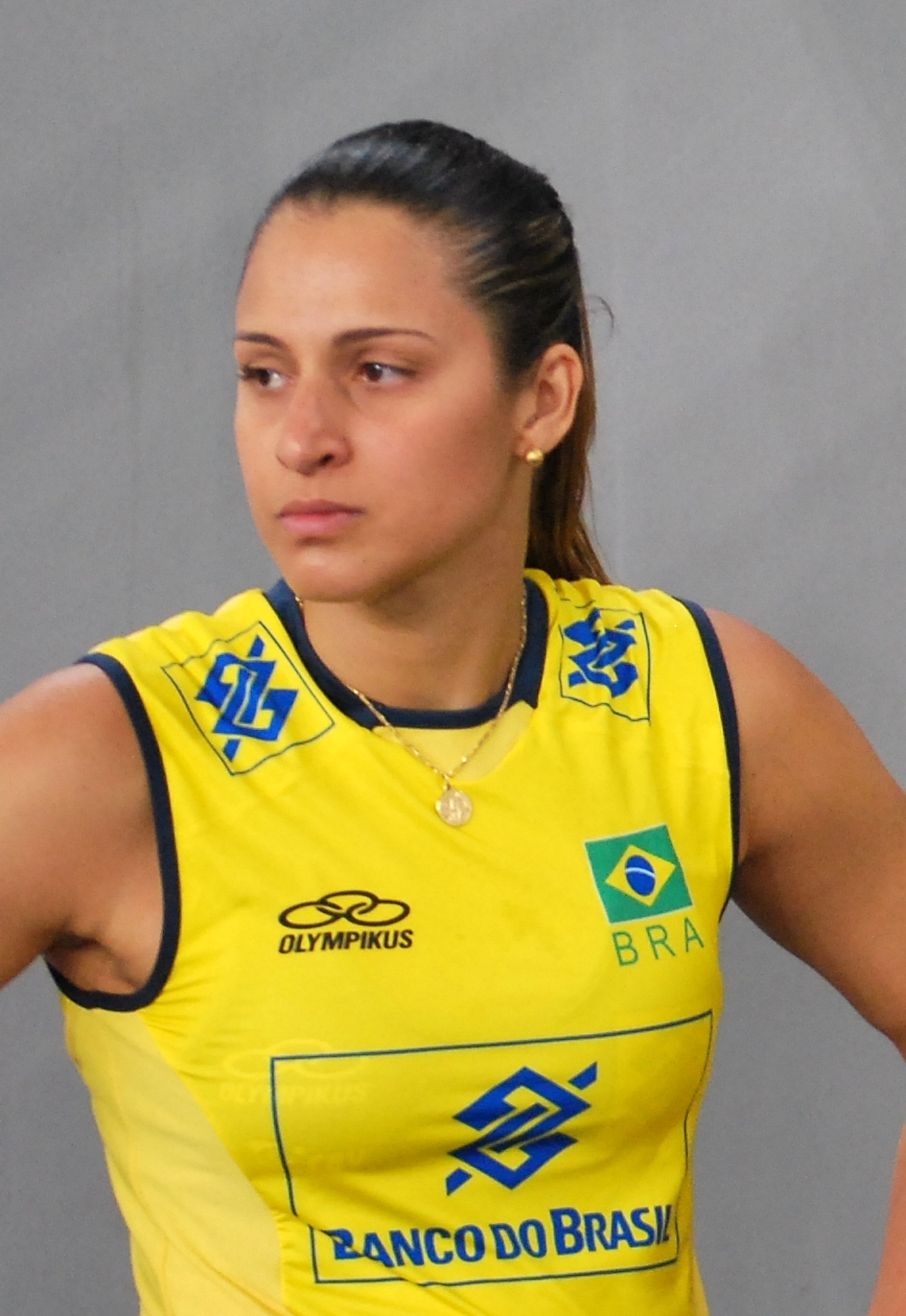
Dani Lins
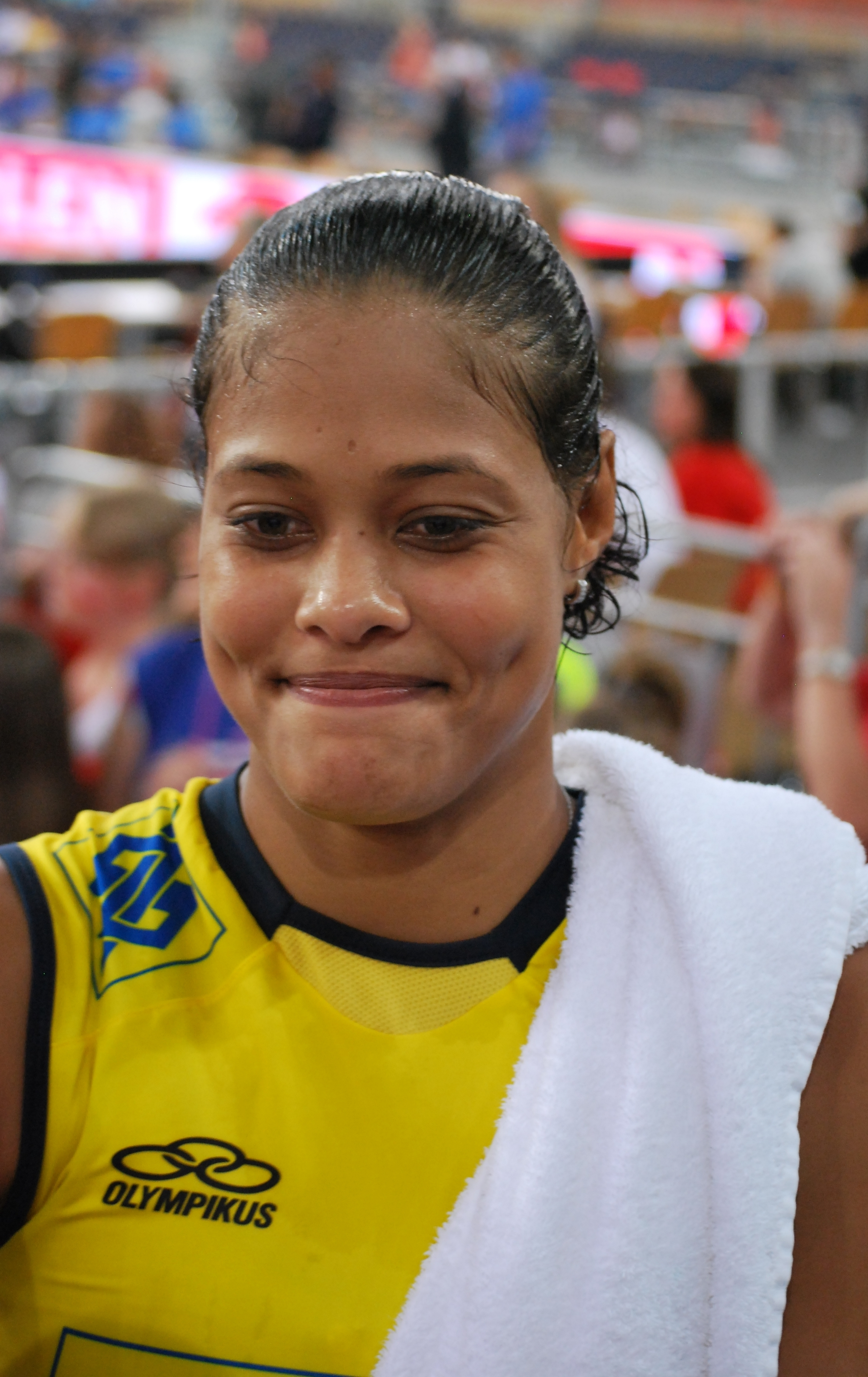
Adenízia da Silva
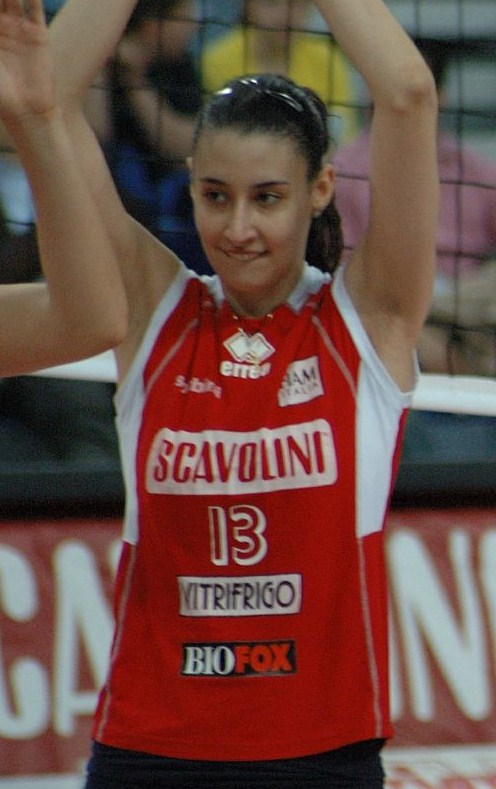
Sheilla Castro
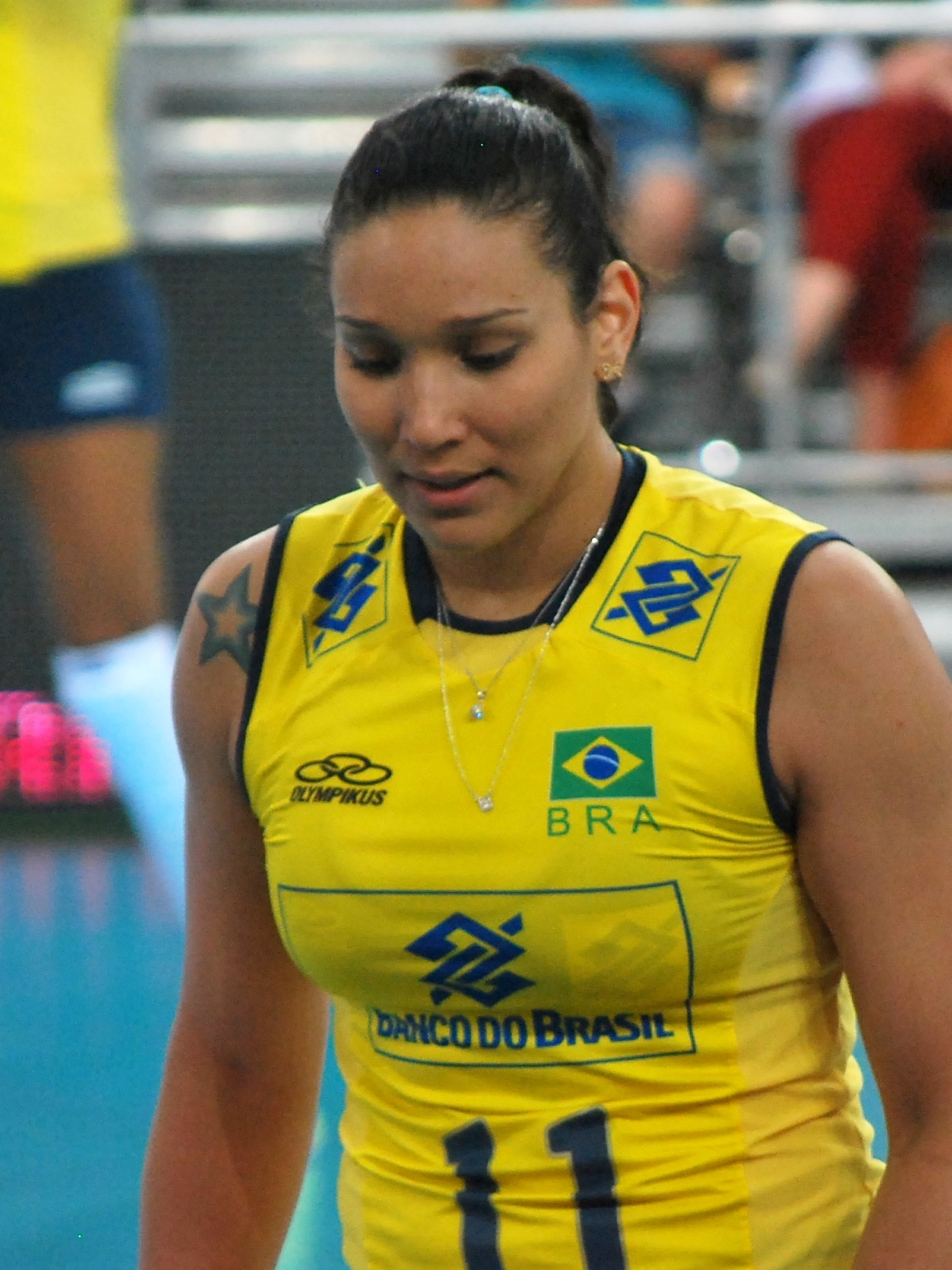
Tandara Caixeta
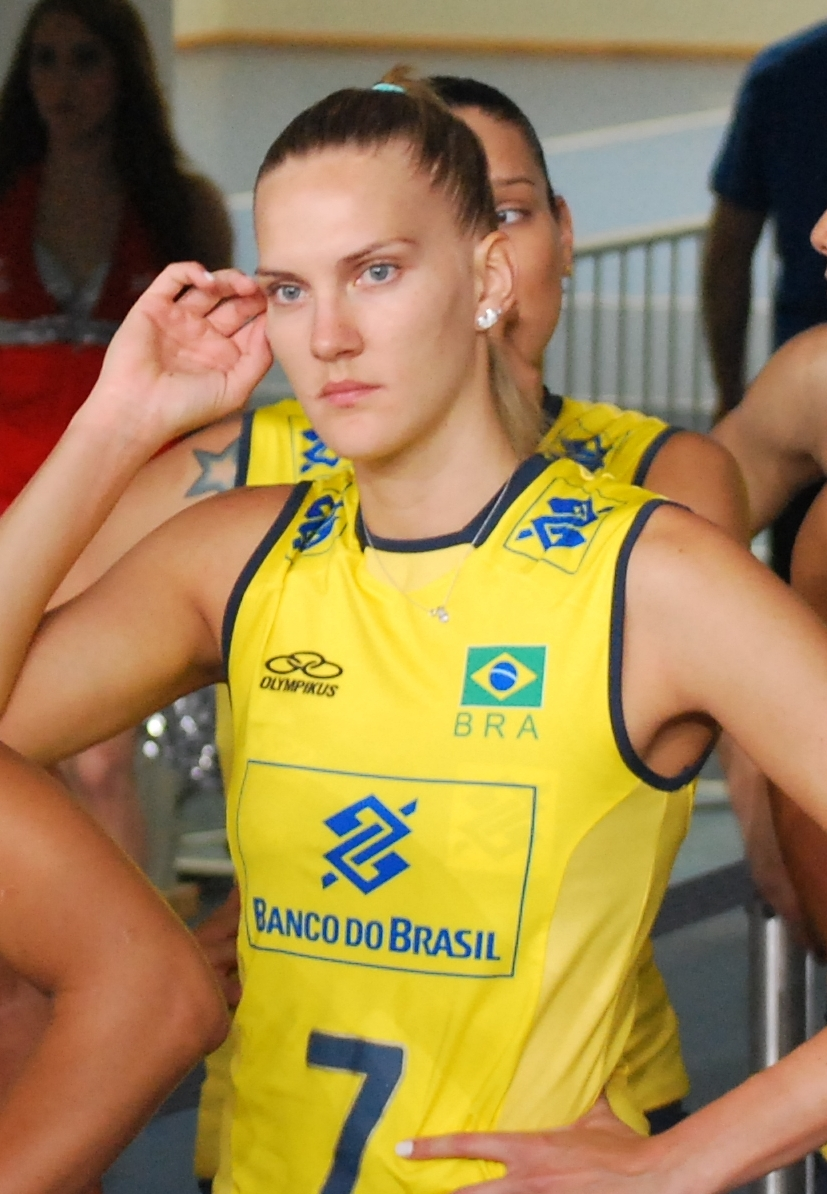
Marianne Steinbrecher
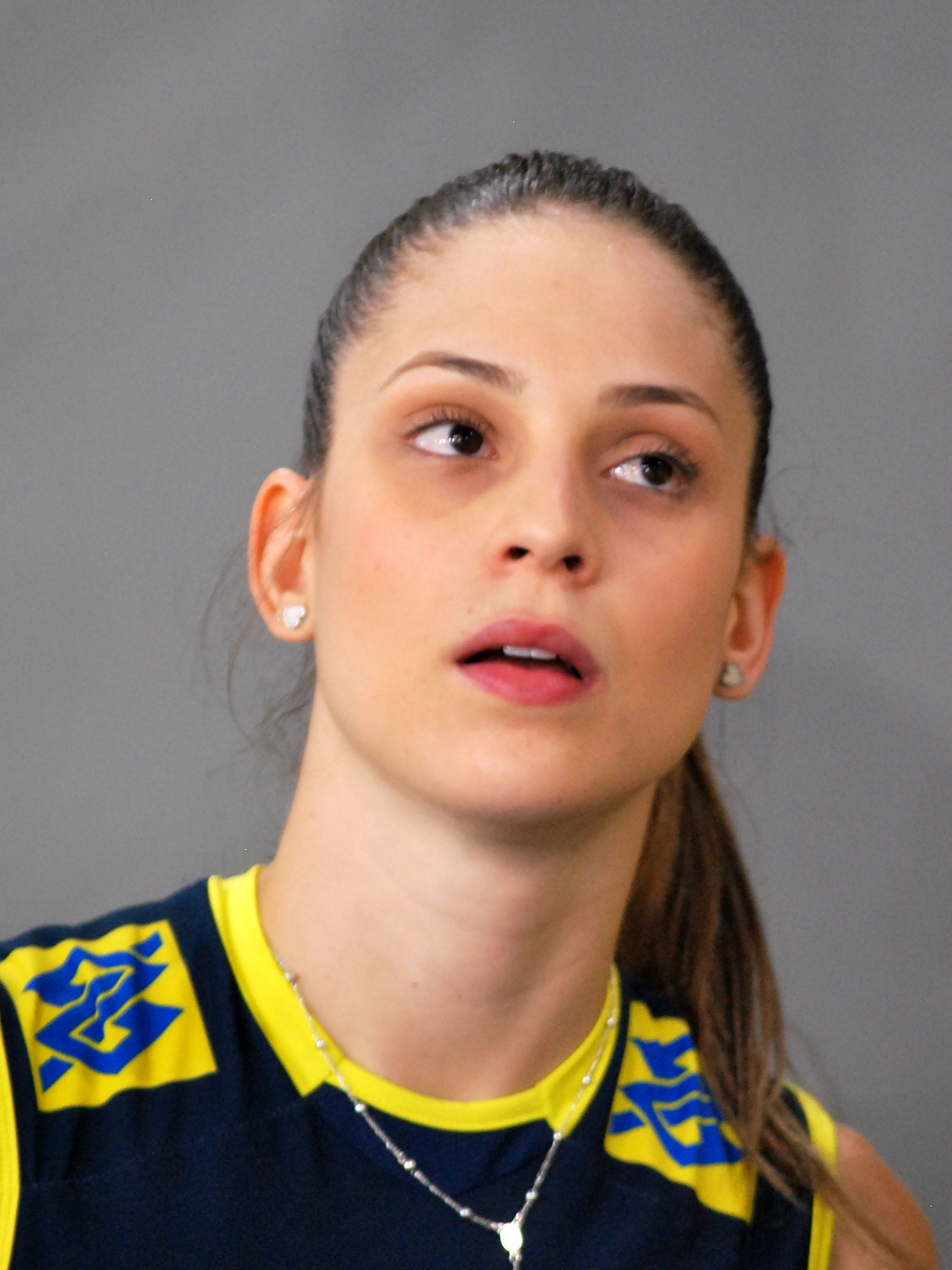
Camila Brait
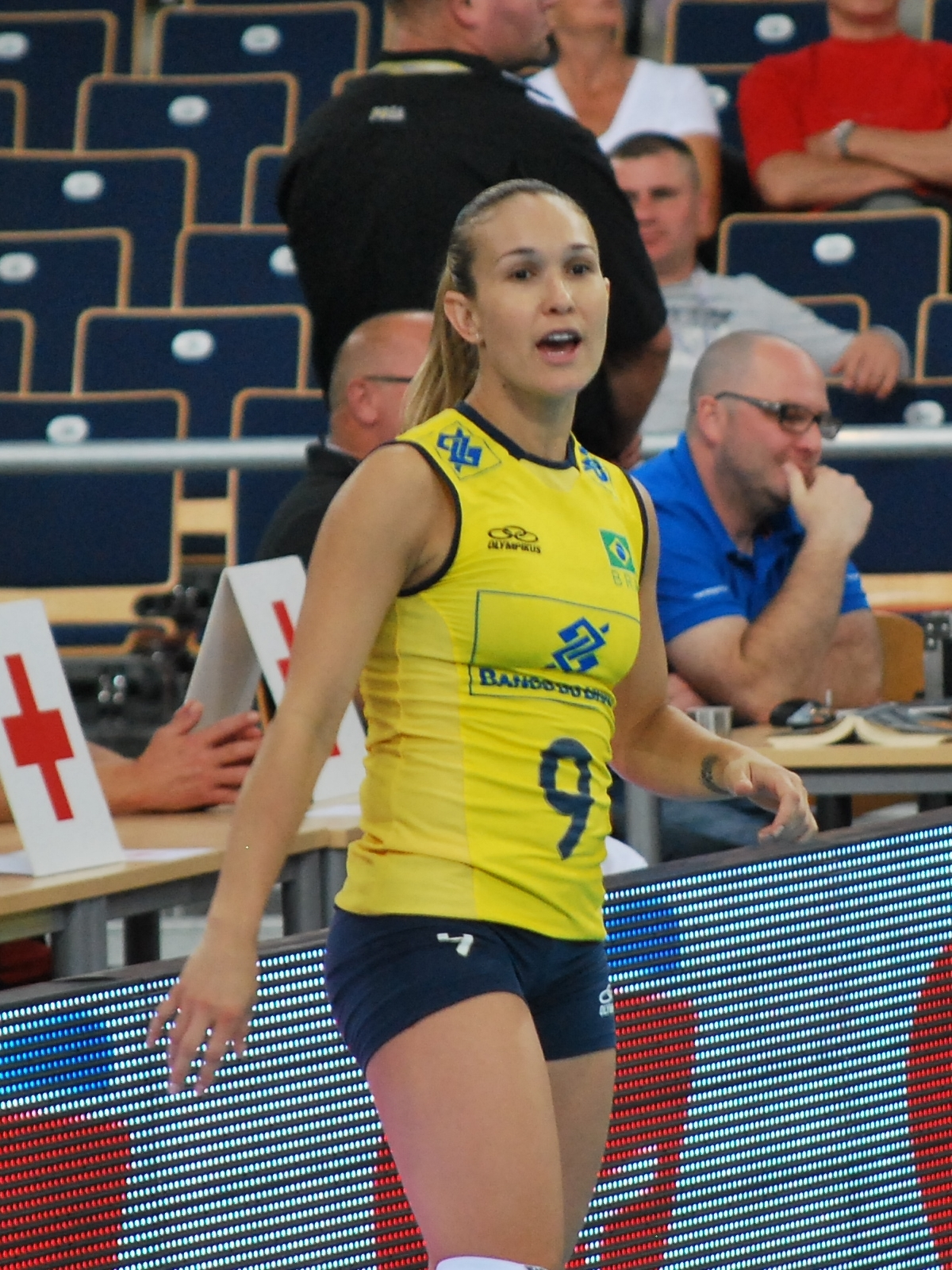
Fernanda Ferreira
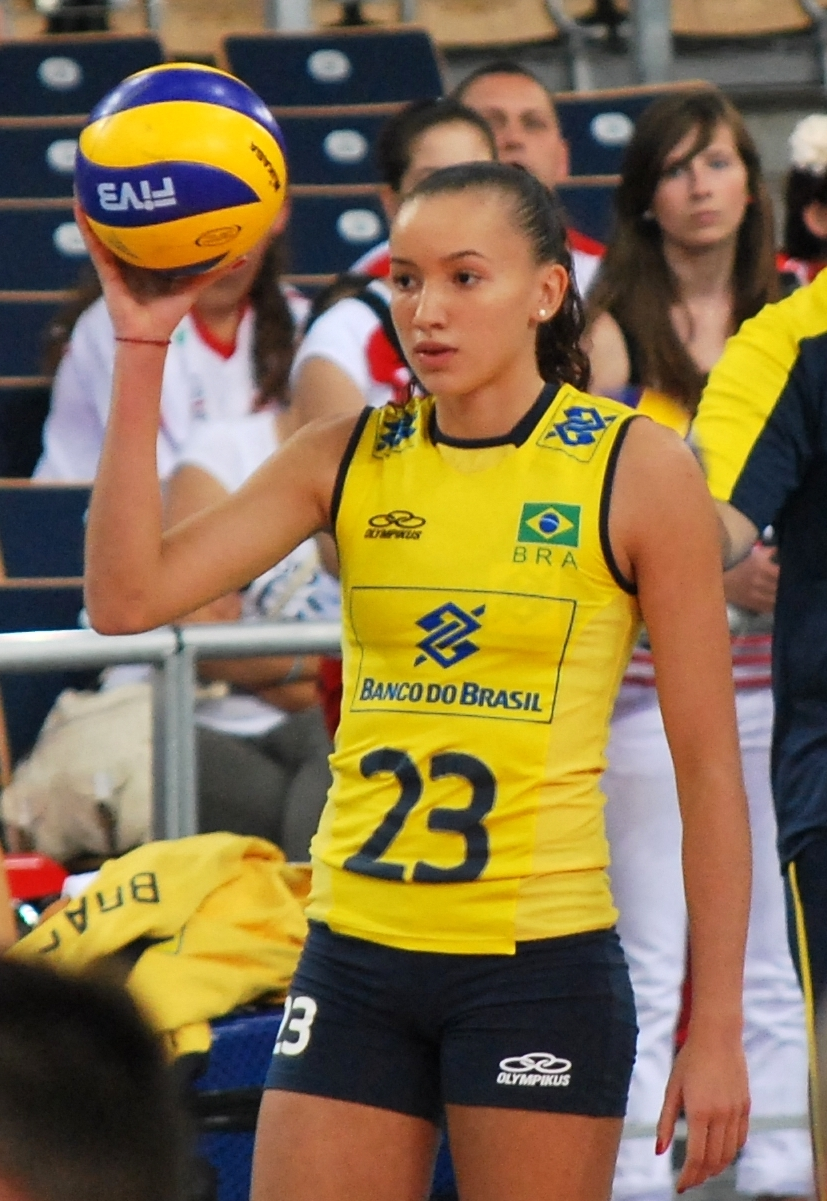
Gabriela Guimarães
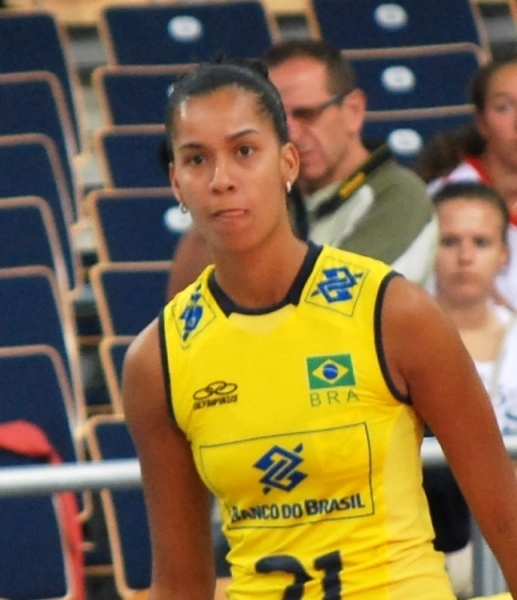
Juliana Nogueira
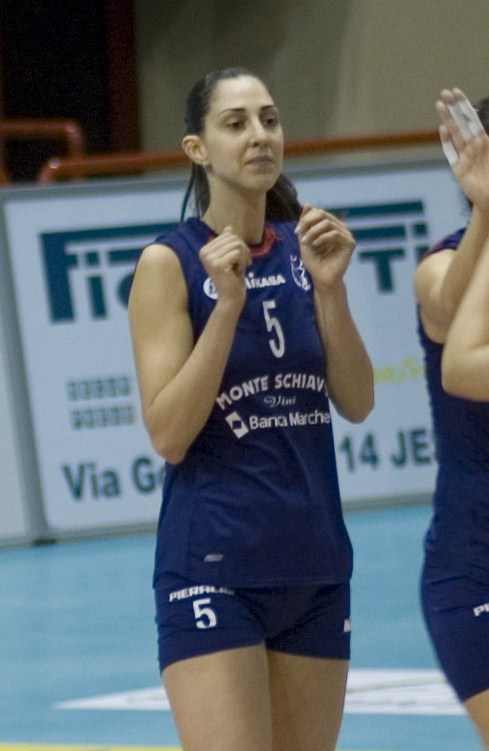
Carol Gattaz
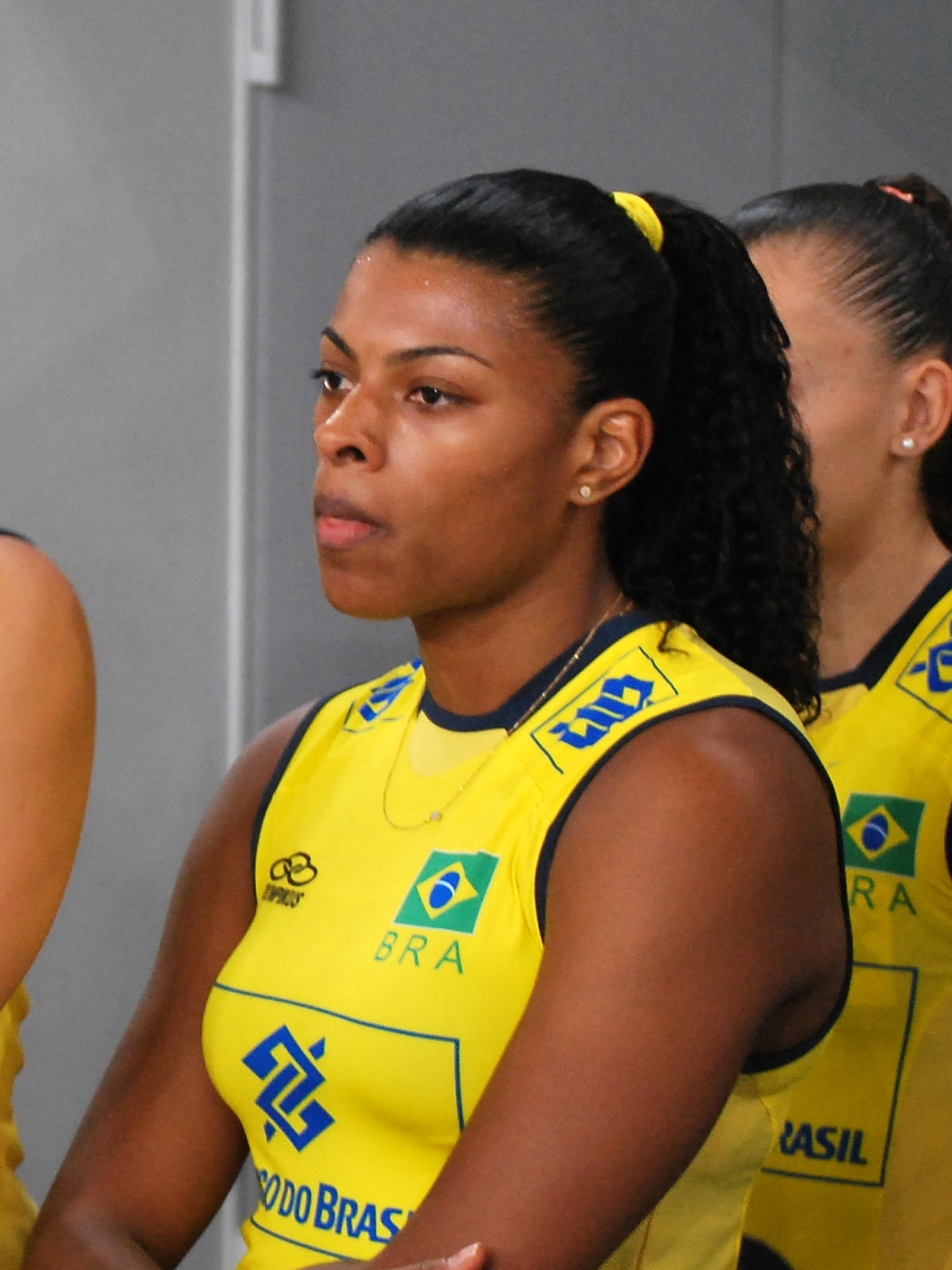
Fernanda Garay
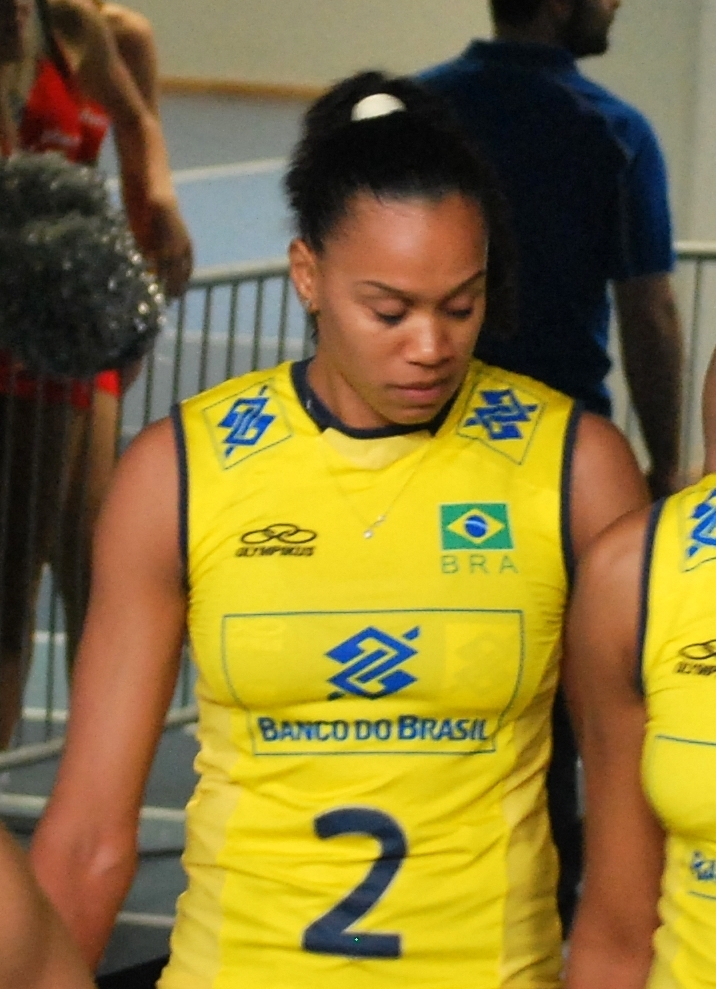
Juciely Silva
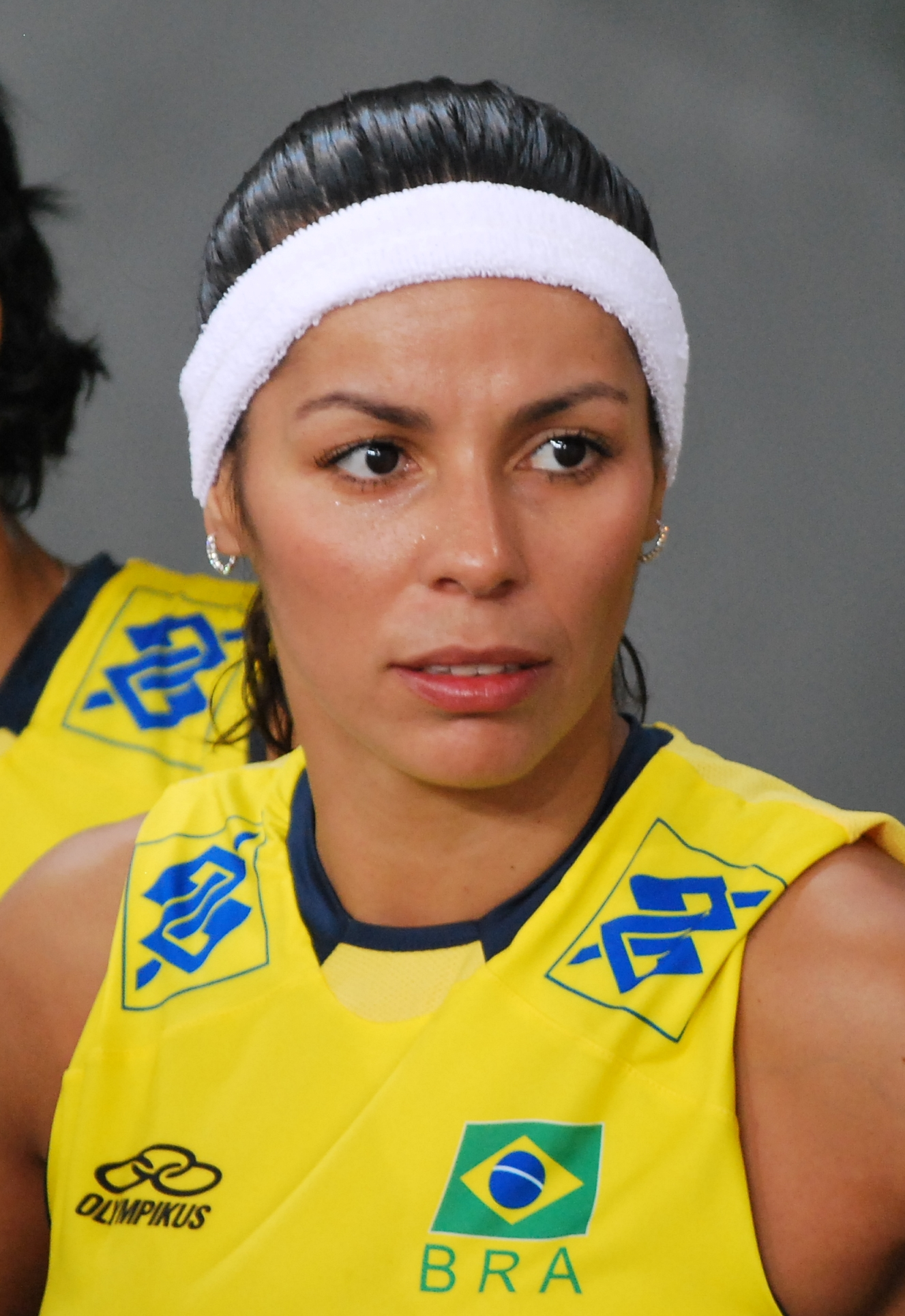
Paula Pequeno
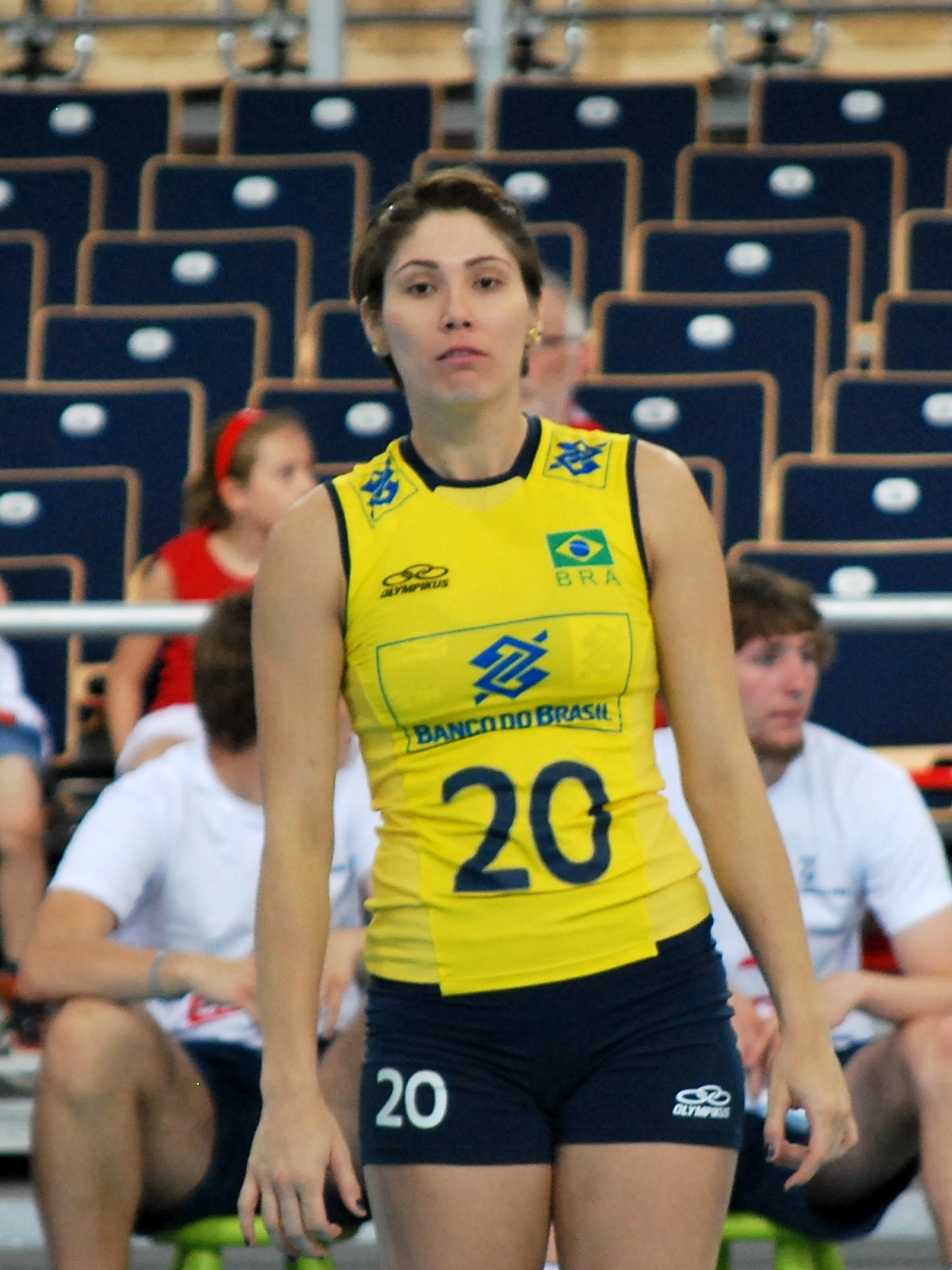
Natasha Farinea